# Ріпна
Ріпна́ — село в Україні, у Волочиській міській територіальній громаді Хмельницького району Хмельницької області. Населення становить 491 особу.

## Історія
7 (20) листопада 1917 року, відповідно до Третього Універсалу Української Центральної Ради, увійшло до складу Української Народної Республіки.
12 червня 2020 року, відповідно до розпорядження Кабінету Міністрів України № 727-р «Про визначення адміністративних центрів та затвердження територій територіальних громад Хмельницької області», увійшло до складу Волочиської міської громади.
19 липня 2020 року, в результаті адміністративно-територіальної реформи та ліквідації Волочиського району, увійшло до складу новоутвореного Хмельницького району.
Колищній орган місцевого самоуправління — Федірківська сільська рада.

## Голодомор в Ріпній
За даними різних джерел, у селі в 1932—1933 роках загинуло близько 10 осіб. На сьогодні встановлено імена 4. Мартиролог укладений на підставі поіменних списків жертв Голодомору 1932—1933 років, складених Федірківською сільською радою. Поіменні списки зберігаються в Державному архіві Хмельницької області.
- Горін Роман Степанович, 30 років, 1933 року народження
- Дідович Гаврило, 32 роки, 1933 року народження
- Дмитришин Дем'ян, 48 років, 1933 року народження
- Лук'ян Іванович, 25 років, 1933 року народження

## Герб та прапор
Затверджені 9 лютого 2018 року рішенням № 1342 сесії міської ради VII скликання. Автори — О. М. Похила, А. Г. Мельничук, В. М. Напиткін.
На зеленому щиті святі Косьма та Даміан, у срібних шатах та золотих плащах, з червоними скриньками в руках. Глава розтята; у першій лазуровій частині золоте усміхнене сонце з шістнадцятьма променями, у другій червоній срібний розширений хрест. Щит вписаний в декоративний картуш і увінчаний золотою сільською короною. Унизу картуша напис «РІПНА».
Герб символізує сільську церкву на честь святих Косьми та Даміана, а також історичну належність до прикордоння між Поділлям і Волинню.

## Відомі особи
У селі народилися 
- Леонід Тимофійович Данчишин (1932—2014) — український актор;
- Феодосій Борисович Гриневич — український учений у галузі електричних і магнітних вимірювань, академік НАНУ.

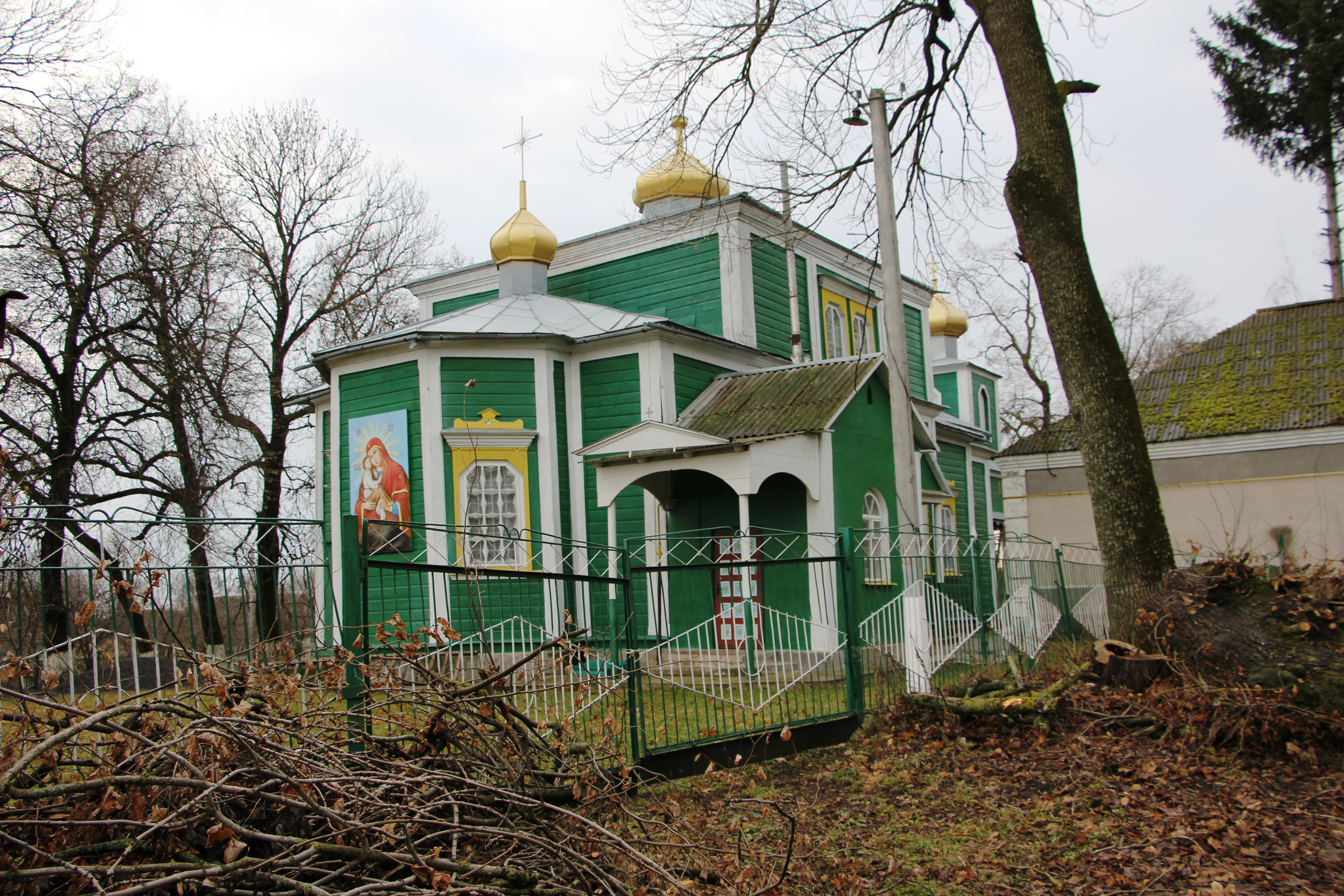
Дерев'яна церква 1893
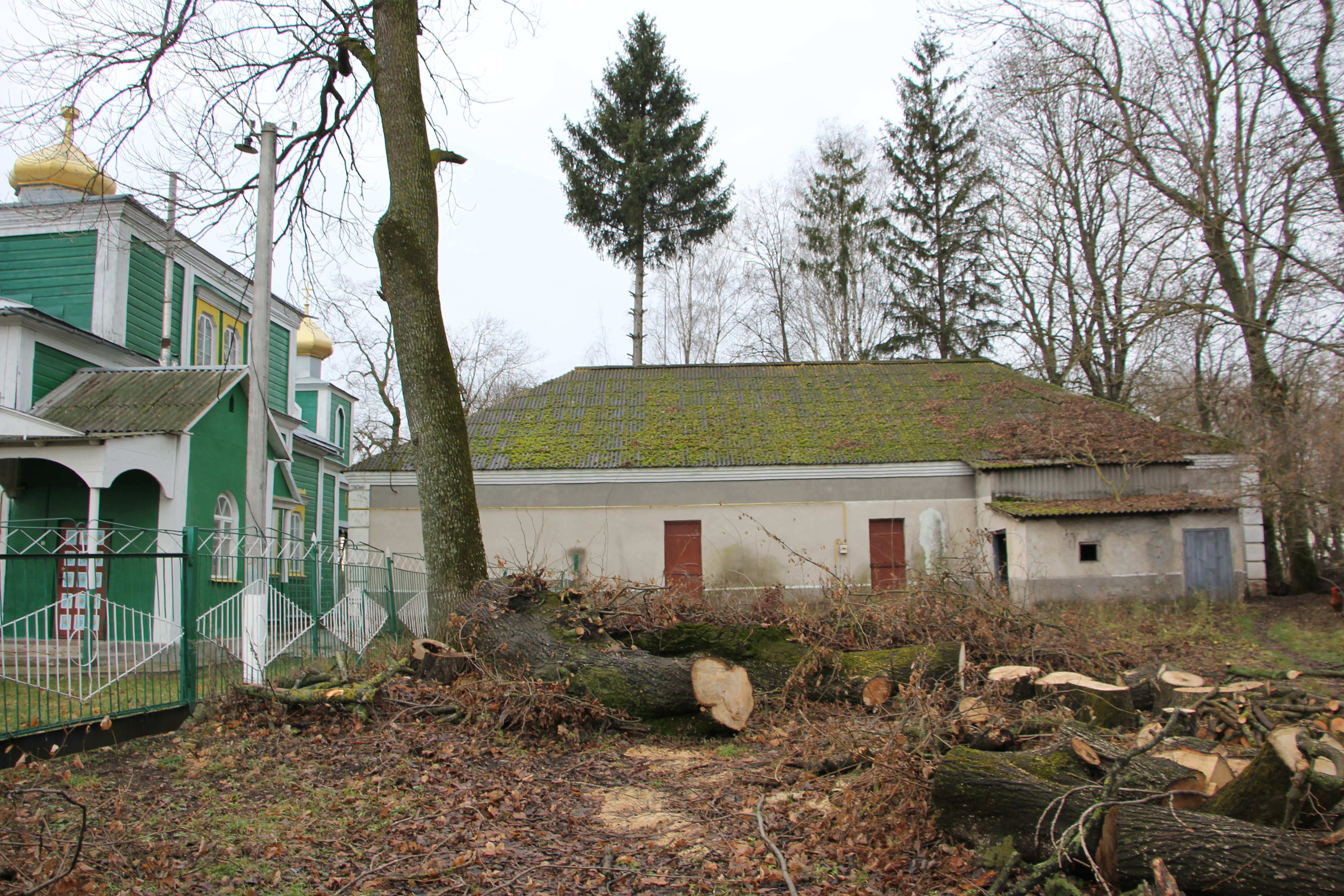
Дерев'яна церква 1893
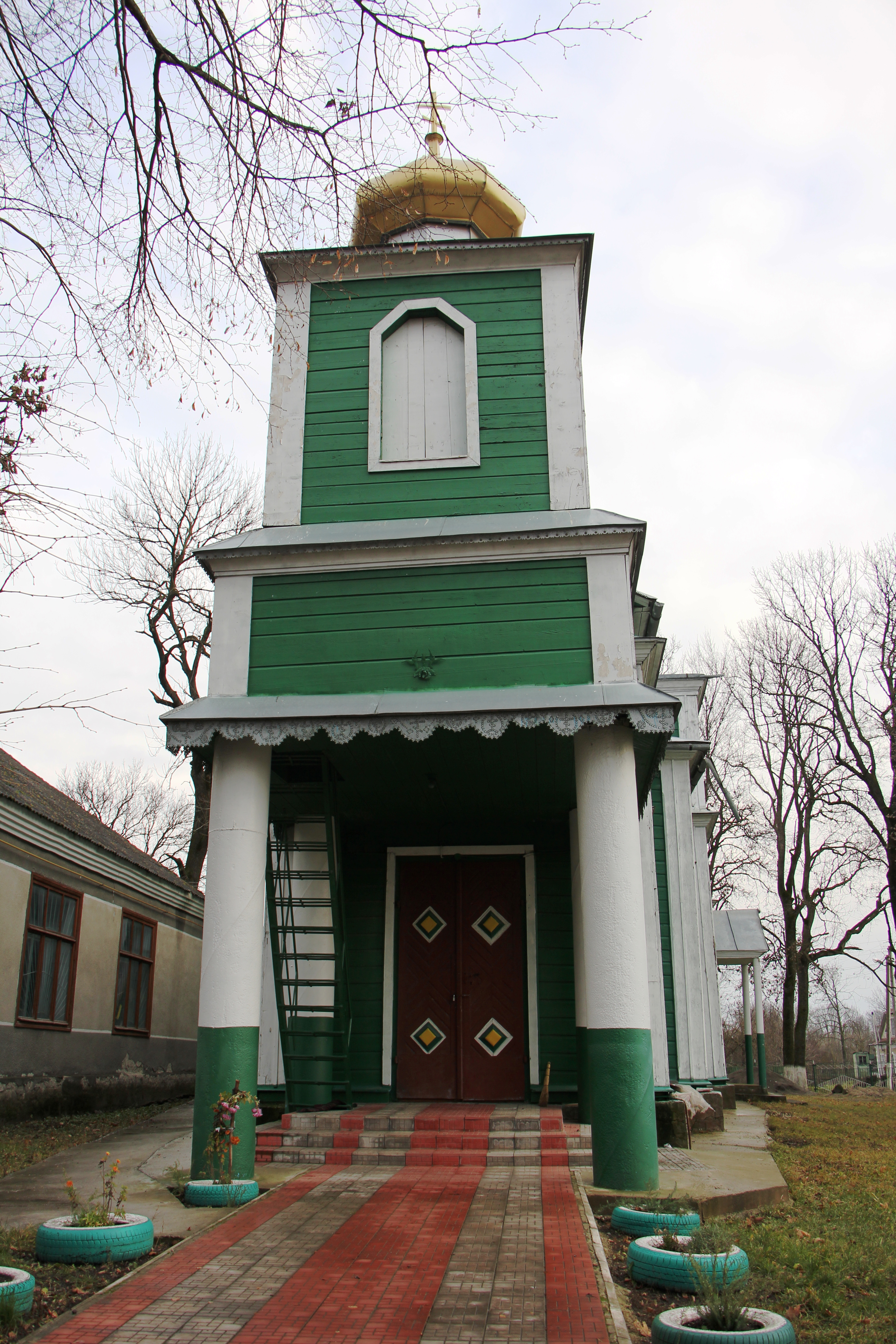
Дерев'яна церква 1893
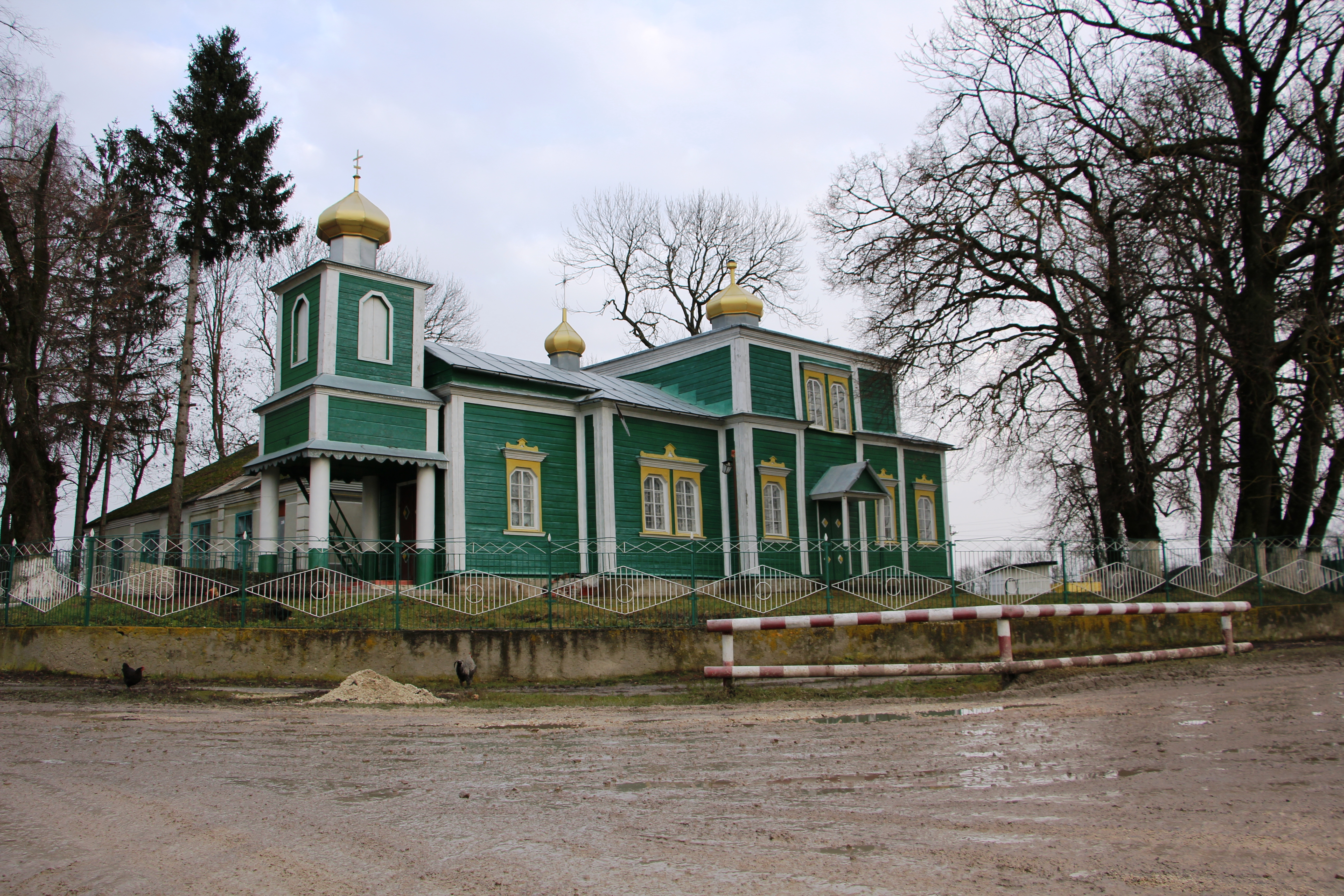
Дерев'яна церква 1893

## Галерея

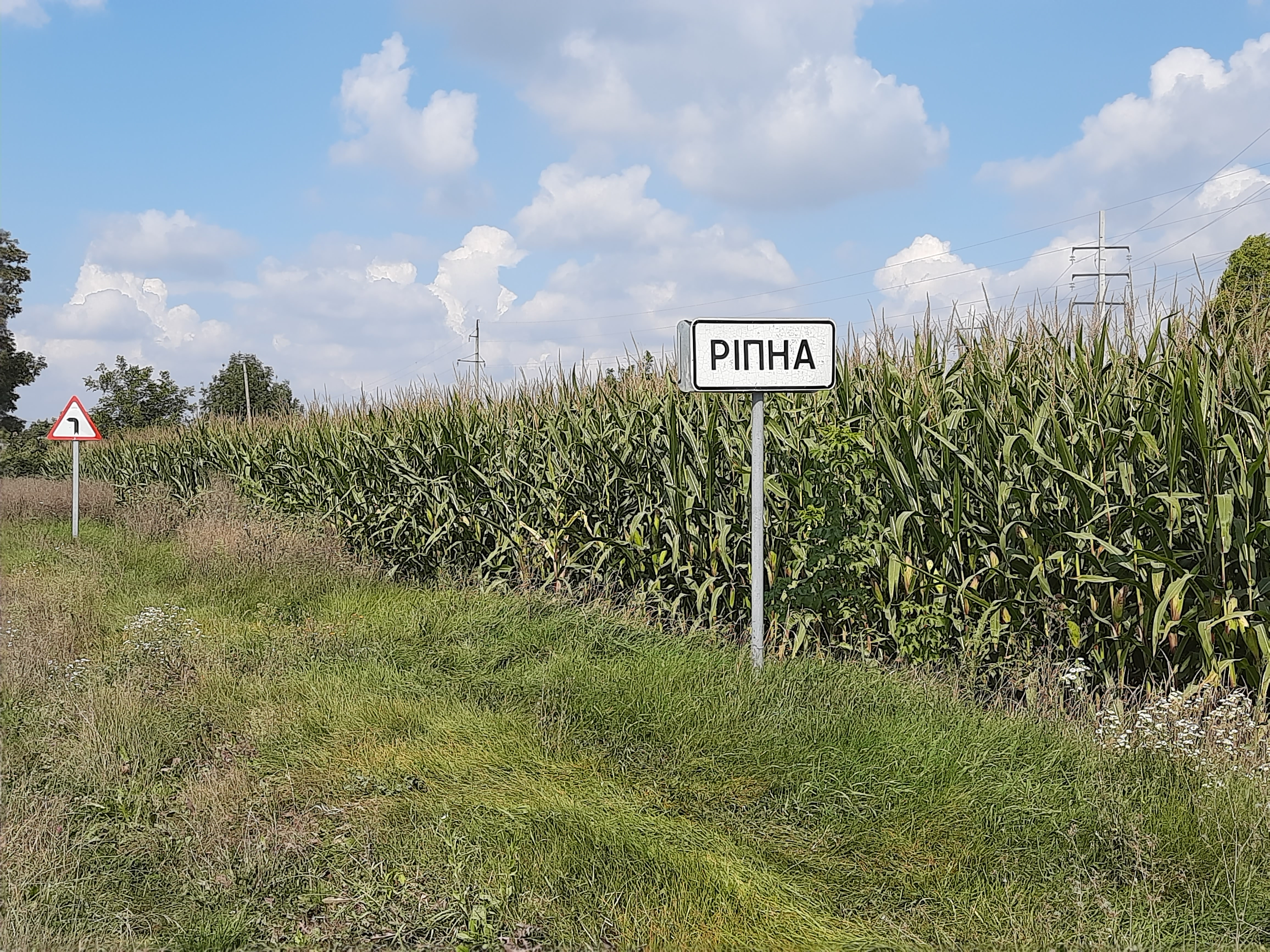
Дорожній знак при в'їзді в село
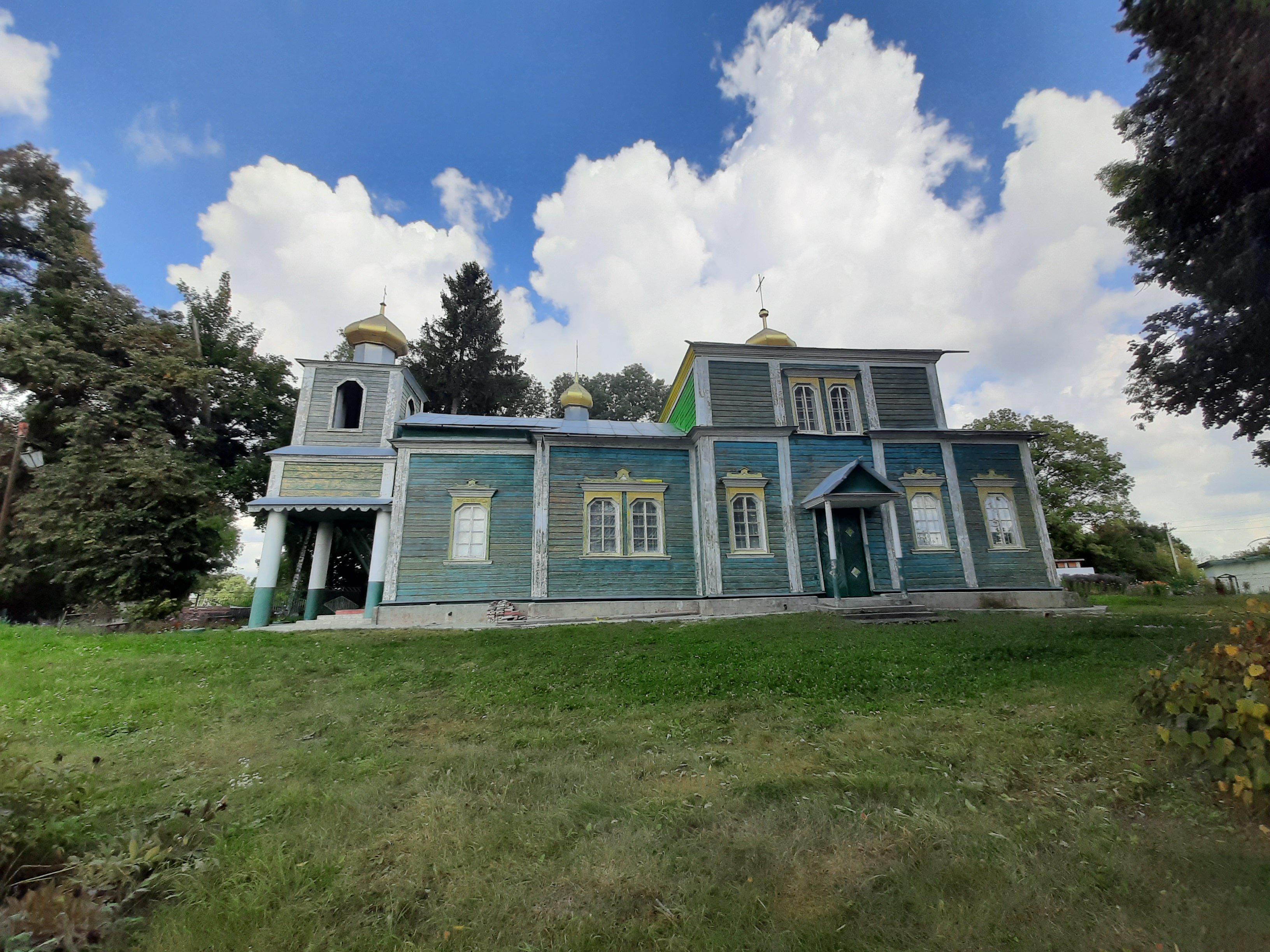
Козьмодем'янівська церква
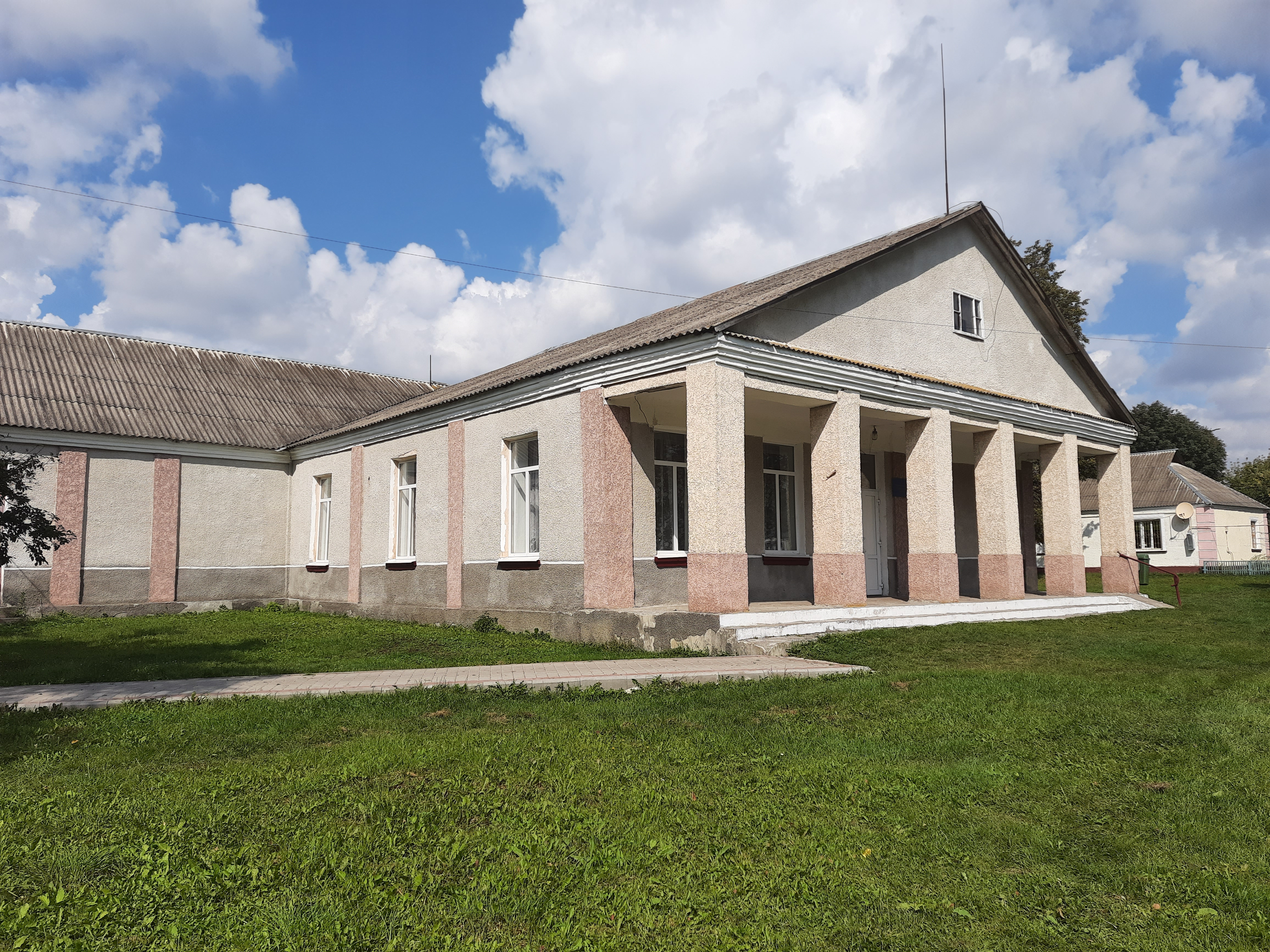
Будинок культури
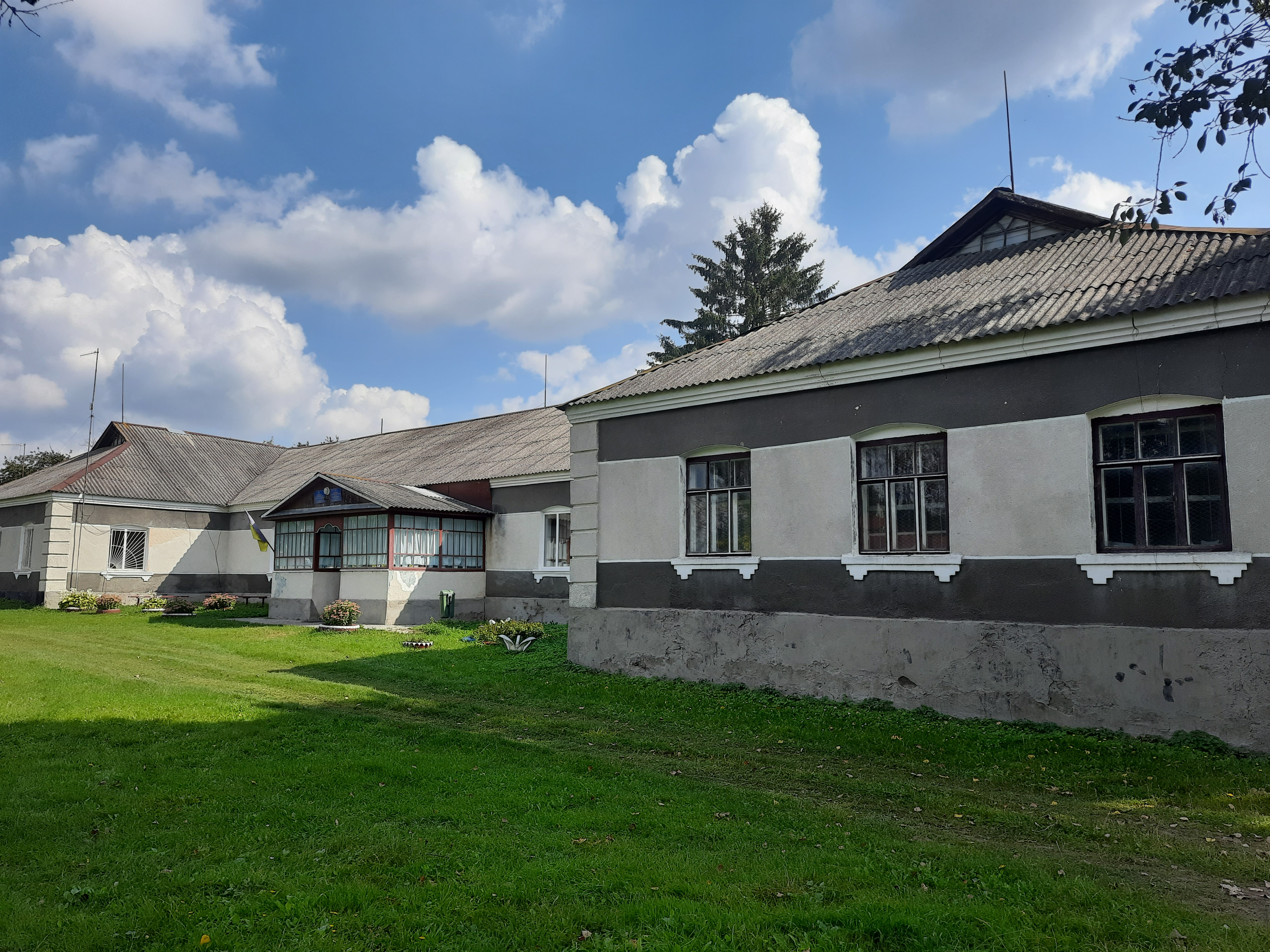
Школа
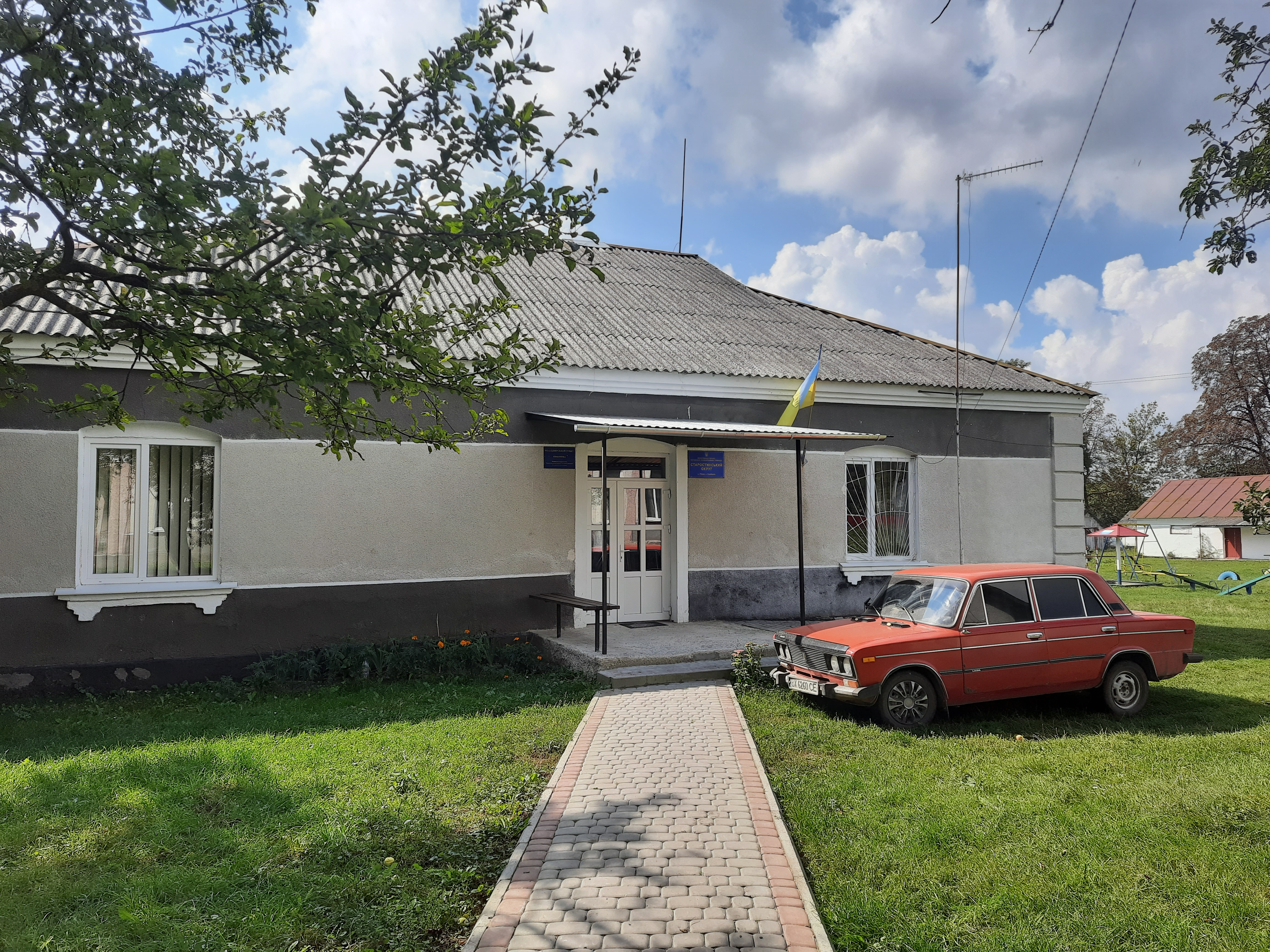
Старостат
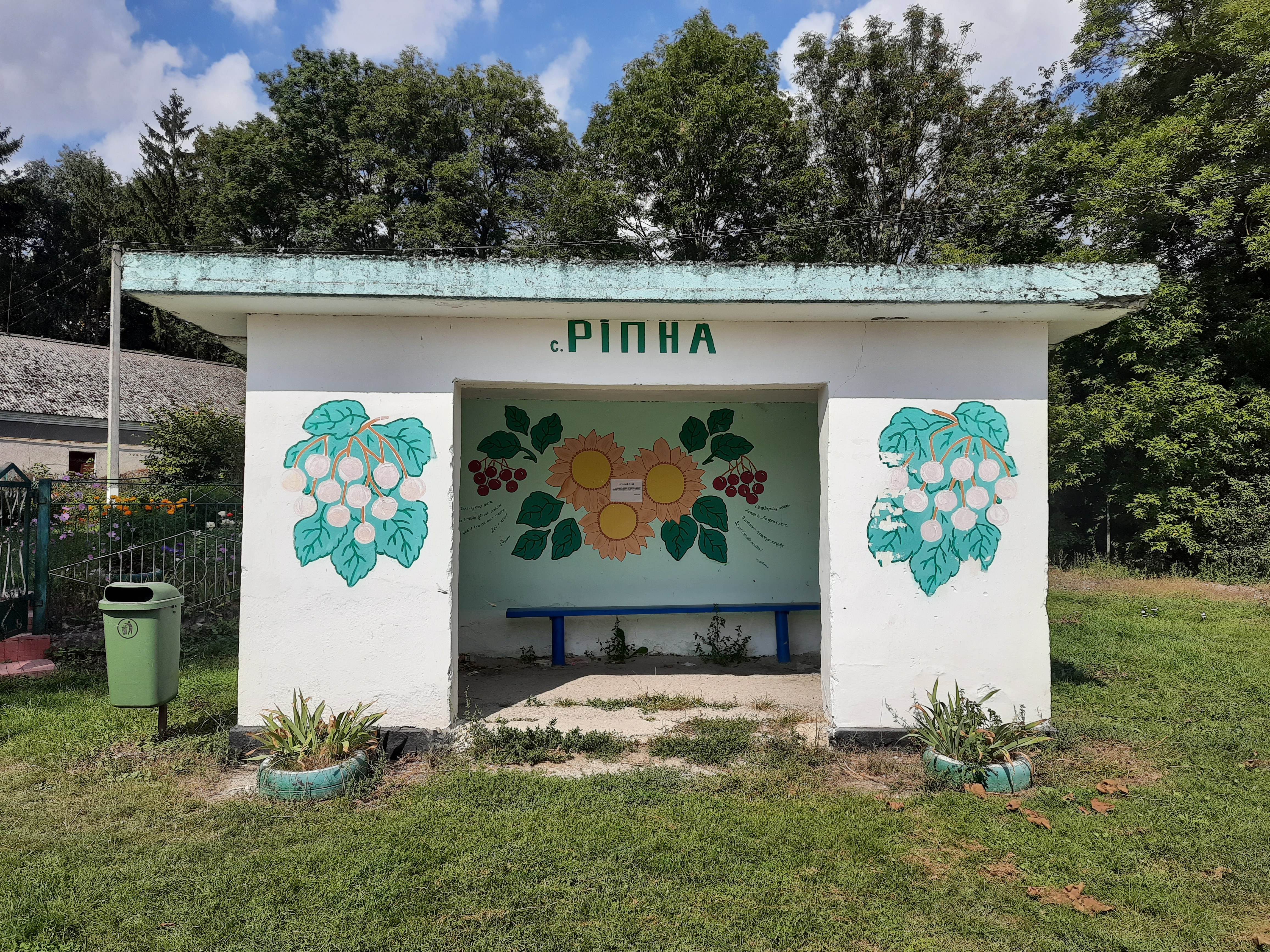
Автобусна зупинка
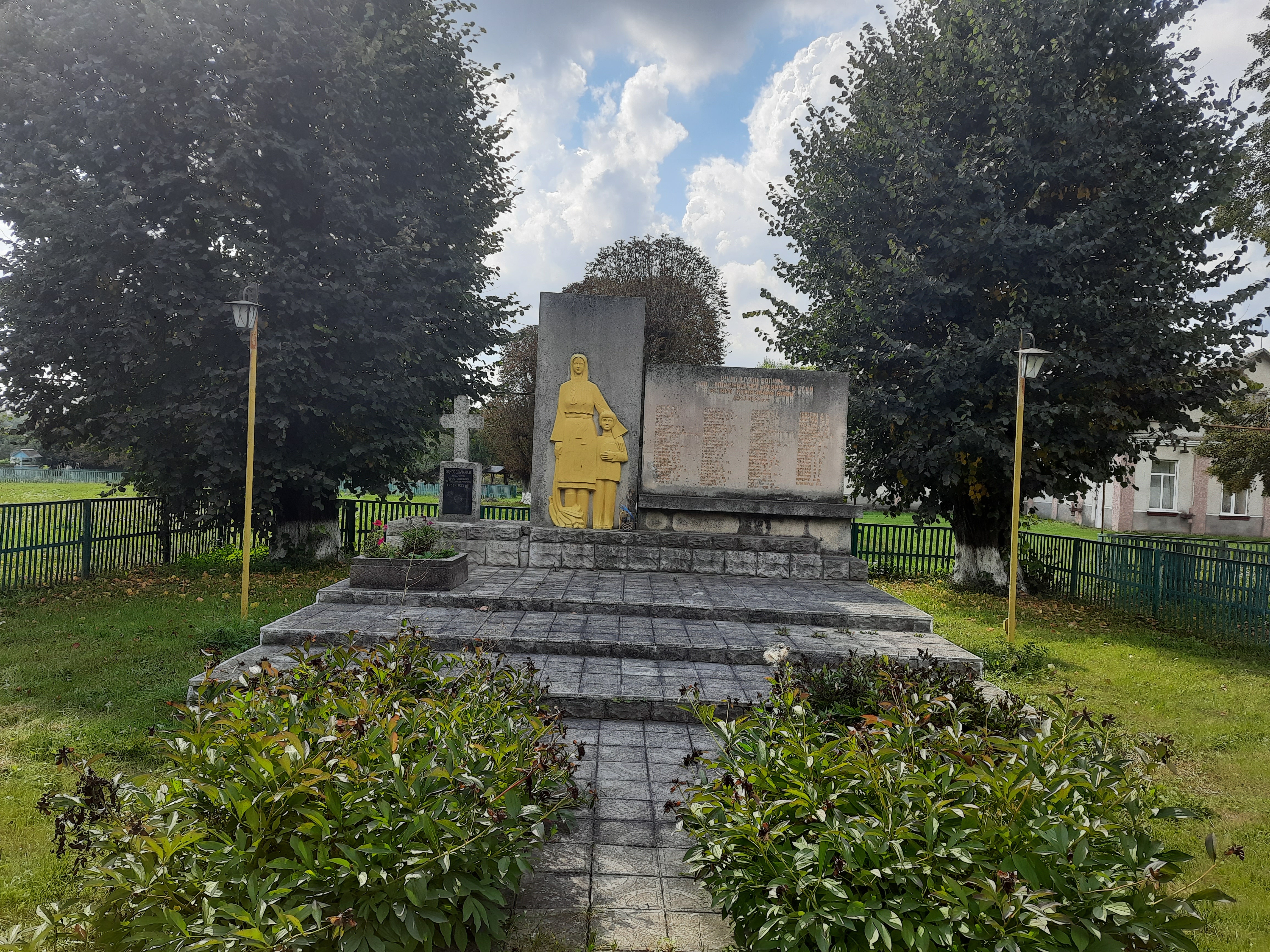
Пам'ятний знак на честь воїнів-односельців
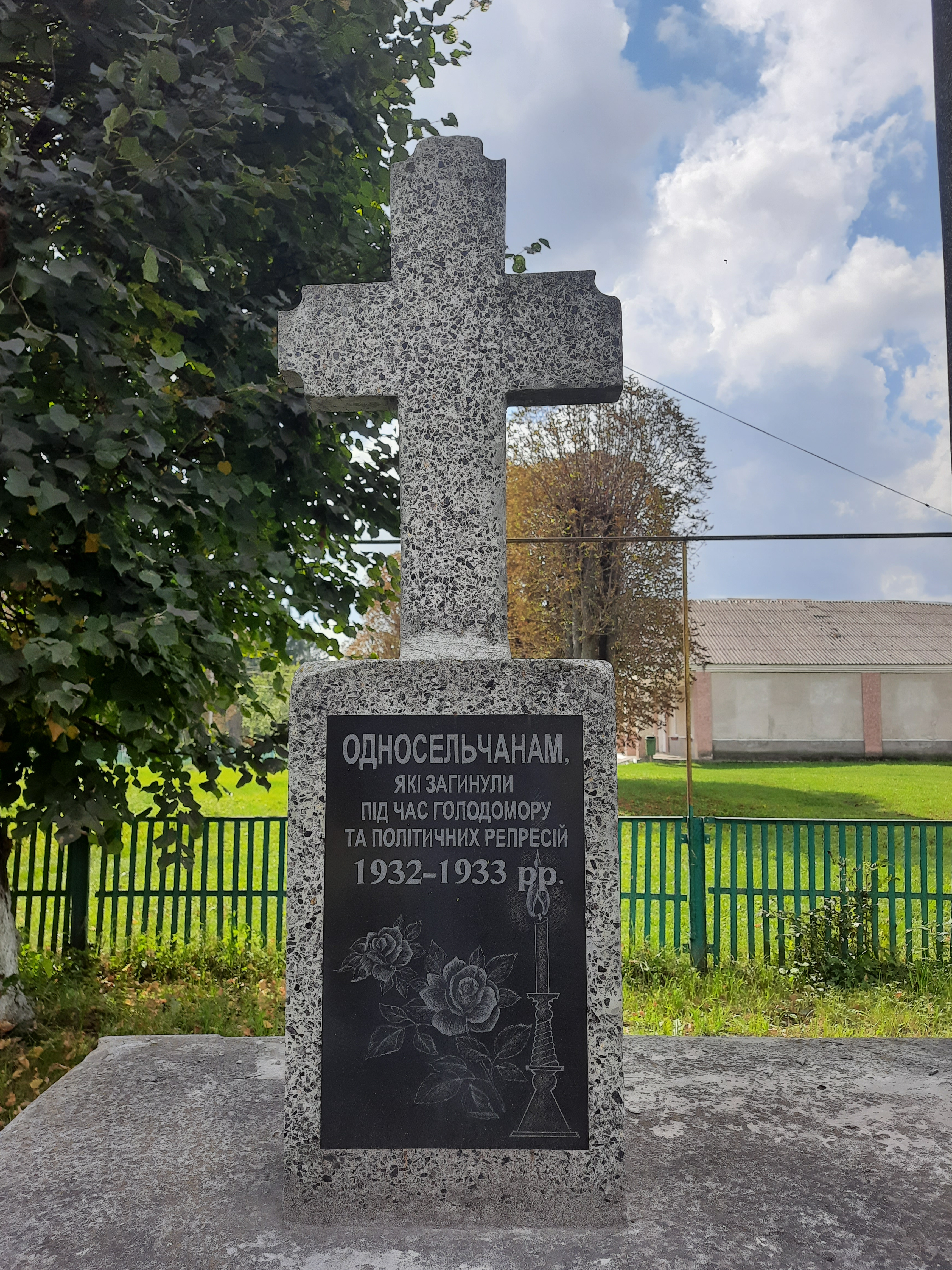
Пам'ятник жертвам голодомору і політичних репресій